# Open Law, le droit ouvert
Vous pouvez aider à l'améliorer ou bien discuter des problèmes sur sa page de discussion.
- Il ne s’appuie pas, ou pas assez, sur des sources secondaires ou tertiaires. (Marqué depuis février 2021)
- Il est à actualiser. Certains passages sont obsolètes ou annoncent des événements désormais passés. (Marqué depuis janvier 2022)

- Archive Wikiwix
- Bing
- Cairn
- DuckDuckGo
- E. Universalis
- Gallica
- Google
- G. Books
- G. News
- G. Scholar
- Persée
- Qwant
- (zh) Baidu
- (ru) Yandex
- (wd) trouver des œuvres sur Wikidata

Open Law, le Droit Ouvert (Open Law*) est une initiative de co-création dans le secteur du droit lancée en 2014, sous l'impulsion de la Direction_de_l'information_légale_et_administrative (DILA), du NUMA (espace de co-création), de la mission Etalab ainsi que de l' Open World Forum,.
Conçue de manière informelle, cette initiative a abouti à la création d'une association loi de 1901 puis, en 2018, à un fonds de dotation. L'association Open Law* a pour principales missions de mettre en œuvre l’application des principes de l’innovation légale au monde du droit, en adoptant une démarche ouverte, afin de promouvoir la mise à disposition sous un format électronique et à titre gratuit (open data) des données juridiques et de favoriser l'émergence d’une économie numérique du droit. Tiers-lieu, laboratoire d’expérimentation et créateur de communs, Open Law* conduit des programmes et des cycles en réunissant les différents acteurs d'un écosystème pour parvenir à des livrables partagés sous licences libres, dans des logiques de partenariats publics-privés.

## Organisation

### L'association «Open Law, le Droit Ouvert»
Constituée en janvier 2015, l’objet de l’association « Open Law, le Droit Ouvert » (Open Law*) est de « réunir toute personne souhaitant mettre en commun ses connaissances ou son activité, dans un but autre que de partager des bénéfices, afin de promouvoir, défendre, susciter, adopter et/ou réaliser des actions ou prises de positions favorisant l’ouverture et l’interopérabilité des données juridiques et l’innovation collaborative autour de ces données. »
L'association compte une centaine de membres personnes physiques, acteurs de la transformation du droit, et une quinzaine de membres personnes morales tels que Cabex, la DILA, Doctrine, les Editions Lefebvre Sarrut, Eurojuris, Leganov, Lexbase, Marcel Médiation, SVP, Wolters Kluwer France.
L'association compte des partenariats avec d'autres structures du secteur du droit (AFJE, ADIJ, Cercle Montesquieu) et plus largement.

### Le Fonds de dotationOpen Law*
L’association  a créé en 2018 le Fonds de dotation Open Law*, dispositif destiné à soutenir, financer et conduire des opérations d’intérêt général visant à la rencontre du droit et du numérique.
En 2019, le Fonds de dotation Open Law* lance sa première action, le Prix Open Thèse,, prix de thèse en droit en accès libre.

## Actions
Les principaux axes et thématiques d'action d'Open Law* sont : la LegalTech, la RegTech, la CivicTech, la formation du juriste, le legal design, la science ouverte (open science) et l'accès au droit.
Les sujets traités le sont autant dans leur dimension de données (y compris les normes ELI/ECLI) que celle des technologies et des évolutions de la filières. 
Tout ce qui est produit dans le cadre de l'association Open Law* est diffusé sous licence libre, disponible sur l'instance Framagit, ou encore sur le site d'Open Law*.

### Charte éthique pour un marché du droit en ligne et de ses acteurs
La Charte éthique pour un marché du droit en ligne et de ses acteurs réunit près de 100 acteurs du droit (legaltechs, cabinets d'avocat, études d'huissiers, juristes d'entreprise, éditeurs juridiques, etc.) autour de sept articles qui régulent la collaboration entre les start-ups du droit et les avocats.
Le texte est né des travaux communs de l'association Open Law* et l'ADIJ dans le cadre du programme Économie Numérique du Droit qui s'est donné pour objectif d'accompagner la transformation numérique du monde du droit.

### Principaux événements organisés et coorganisés par l'association

#### Le Village de laLegalTech
En partenariat avec le Village de la Justice, l'association a organisé, en 2016, le premier salon français de la LegalTech, durant le Paris Open Source Summit.
En présence de la Direction générale des entreprises, de l'Agence du numérique, de la Chambre nationale des commissaires de justice et du Compagnies nationale des conseils en propriété industrielle, le directeur de la Direction des affaires civiles et du Sceau a annoncé pour la première fois, en 2019, la mise en consultation au public du projet de décret relatif à la mise à disposition sous un format électronique et à titre gratuit des décisions de justice, attendu depuis 2016.

#### Paris RegTech Forum
Le Cercle Montesquieu et Open Law* organisent le Paris RegTech Forum en partenariat avec la Lettre des Juristes d’Affaires avec pour objectif de fédérer l’ensemble des parties prenantes afin de faire émerger un écosystème RegTech (acteurs de la régulation et de la conformité) français. L'événement a été réalisé pour sa première édition le 9 octobre 2018 et la seconde édition le 2 octobre 2019.

#### Legal Games Week
Le projet Legal Games Week vise à réunir des étudiants et des professionnels du droit afin de leur faire découvrir des expériences ludiques de pédagogie du droit.